# Zwangsarbeiter-Mahnmal „Transit”
Pomnik Transit (niem: Zwangsarbeiter-Mahnmal „Transit“) – został postawiony aby uczcić pamięć 100 000 robotników przymusowych z 40 krajów, którzy w trakcie drugiej wojny światowej pracowali w Norymberdze.

## Źródła
- zwangsarbeit.nuernberg.de. zwangsarbeit.nuernberg.de. [zarchiwizowane z tego adresu (2018-11-06)].